# Kotaballapalli, Srinivaspur
Kotaballapalli là một làng thuộc tehsil Srinivaspur, huyện Kolar, bang Karnataka, Ấn Độ.